# Утемка (притока Чепци)
Уте́мка — річка в Росії, права притока Чепци. Протікає територією Удмуртії (Глазовський район).
Річка починається на околиці колишнього села Сороково, протікає спочатку на південь з невеликим відхиленням на південний захід. Впадає до Чепци навпроти міста Глазов. Береги річки на значному протязі заліснені. Приймає декілька дрібних приток.
Над річкою розташоване село Ягул, в гирлі збудовано автомобільний міст.